# 音樂聖堂
〈音樂聖堂〉（英語：Music）是美國女歌手瑪丹娜在2000年8月發行的歌曲，為她個人第九張錄音室專輯《音樂聖堂》（英語：Music）的同名單曲，〈音樂聖堂〉在告示牌單曲榜獲得四週冠軍，在英國單曲榜獲得一週冠軍。

## 資料

### 歌曲簡介
〈音樂聖堂〉由瑪丹娜和法國前衛派電子舞曲製作人米爾維斯·阿馬黛共同創作，兩人在這首歌加進了70年代電子放克元素，與時下的流行電音融合在一起，呈現出跨越不同舞曲時空的動感時尚。這首單曲讓蟄伏兩年半才發新專輯的瑪丹娜再度躍上排行榜冠軍寶座，無疑是給當時再度懷上身孕的瑪丹娜一個祝賀大禮。

### 商業成績
〈音樂聖堂〉在2000年8月12日進入告示牌單曲榜，首週成績穩坐第41名，強勁的爆發力讓這支單曲快速竄升。〈音樂聖堂〉在進榜第六週擊敗另一位流行天后珍娜·傑克森的〈Doesn't Really Matter〉逕自登上冠軍位置，並蟬連了四週，單曲銷售更高達1白金，它在榜內停留了24週。這是瑪丹娜第12首美國冠軍單曲，〈音樂聖堂〉更是她睽違六年之後再度榮登單曲榜榜首的紀錄，它在2000年告示牌年終單曲榜名列第17名。〈音樂聖堂〉也是瑪丹娜在告示牌單曲榜最後一首冠軍歌曲。
另外〈音樂聖堂〉在舞曲榜蟬連五週冠軍，是2000年在舞曲榜表現最好的一首單曲，〈音樂聖堂〉成為2000年告示牌年度最佳「熱門舞曲榜」第一名。從〈音樂聖堂〉奪冠截至2015年為止，這16年來熱門舞曲榜再也沒出現另一首五週冠軍的舞曲，這首單曲在舞曲榜的紀錄可謂彌足珍貴。
〈音樂聖堂〉在英國單曲榜也獲得一週冠軍，成為瑪丹娜第10首英國冠軍單曲。

### 單曲收錄
〈音樂聖堂〉除收錄於瑪丹娜2000年專輯《音樂聖堂》（英語：Music）中，日後亦收錄在瑪丹娜2001年《就是娜精選輯》（英語：GHV2）以及2009年《娜經典》（英語：Celebration）精選輯中。